# Retinal
O retinal, também conhecido como retinaldeído ou vitamina A aldeído, é uma das muitas formas da vitamina A. Consiste em um cromóforo polieno que é a base química da visão dos animais. Ligado a proteínas chamadas rodopsina tipo 1, o retinal permite que certos microrganismos convertam luz em energia metabólica.
Animais vertebrados podem obter retinal diretamente da ingestão de carne ou produzem-no através de um dos quatro carotenoides (betacaroteno, alfacaroteno, gamacaroteno e beta-criptoxantina) obtidos a partir de plantas ou outros organismos fotossintéticos. As outras formas principais de vitamina A, retinol e uma forma parcialmente ativa do ácido retinoico podem ser produzidos a partir do retinal.
Invertebrados como insetos e lulas utilizam formas hidroxiladas de retinal em seus sistemas visuais, as quais derivam da conversão de outras xantofilas.

## Metabolismo da vitamina A
Os seres vivos produzem retinal (RAL) por meio da clivagem oxidativa irreversível dos carotenoides. Por exemplo:
betacaroteno + O2 → 2 retinal
catalisada por uma betacaroteno 15,15'-monooxigenase ou por uma betacaroteno 15,15'-dioxigenase. Assim como os carotenoides são precursores do retinal, este, por sua vez, é precursor de outras formas de vitamina A, sendo interconversível com o retinol (ROL), a forma de transporte e armazenamento da vitamina A.
retinal + NADPH + H+ {\displaystyle \rightleftharpoons } retinol + NADP+
retinol + NAD+ {\displaystyle \rightleftharpoons } retinal + NADH + H+
catalisada pelas retinol desidrogenases (RDHs) e pelas álcool desidrogenases (ADHs). Retinal também pode ser oxidado a ácido retinoico (RA).
retinal + NAD+ + H2O →  ácido retinoico + NADH + H+ (catalisado por RALDH)
retinal + O2 + H2O →  ácido retinoico + H2O2 (catalisado por retinal oxidase)
catalisada por retinal desidrogenases, também conhecidas como retinaldeído desidrogenases (RALDHs), bem como retinal oxidases.